# François-Médard Racine
François-Médard Racine (* 9. Juni 1774 in Notre-Dame d’Allonne, Normandie; † Juni 1817 vor dem Cotentin, Normandie) war ein französischer Freibeuter (Korsar).
Mit 15 Jahren segelte er als Decksjunge nach Martinique, dann als Matrose nach Santo Domingo, bevor er sich in Camaret-sur-Mer in der Bretagne niederließ und heiratete. Er arbeitete auf verschiedenen Schiffen und wurde schließlich Kapitän.
Nach mehreren Aufenthalten in englischen Gefängnissen übernahm er im Mai 1812 das Kommando über das Schiff Anarcharsis und im Februar 1813 über die Embuscade, um auf Kaperfahrt zu gehen.
An seinem Ankerplatz in Bucht Anse Saint-Martin vor Saint-Germain-des-Vaux baute er einen Anleger, aus dem später der Hafen Port Racine wurde. Racine ließ sich in einem Haus darüber nieder, auf dem Gelände des heutigen Hotels L’Erguillère.
Er kaufte die Schiffe L’Aimable Annette sowie La Bonne Annette und befehligte nacheinander L’Hirondelle (1816), Le Voyageur, L’Actif und Les Trois Amis.
François-Médard Racine starb im Juni 1817 an Bord der Petite Catherine, die auf dem Weg nach Guernsey Schiffbruch erlitt.

## Bibliographie
- Janine Brugère, Hugues Plaideux, François-Médard Racine (1774–1817), capitaine corsaire éponyme du „plus petit port de France“. Societé d’Archéologie et d’Histoire de La Manche: Revue du département de la Manche, tome 33, fascicule 129, Januar 1991 (französisch)